# 袋狀地星
袋狀地星是一種地星目地星科地星属的真菌。多分佈於北美和歐洲，中國、剛果、古巴、墨西哥等地亦有分佈。袋狀地星生長在腐爛的木頭。它被認為是不可食用的蘑菇，有苦味。
未成熟的子實體為0.6至2.5厘米（0.24至0.98英寸），直徑0.8至1.5厘米（0.31至0.59英寸）高。孢子為球形，呈現褐色，有小疣，直径3.5-5 微米。